# Eranthemum cinnabarinum
Eranthemum cinnabarinum är en akantusväxtart som beskrevs av Nathaniel Wallich. Eranthemum cinnabarinum ingår i släktet Eranthemum och familjen akantusväxter. Utöver nominatformen finns också underarten E. c. succisifolium.